# 惜春 (1967年の映画)
『惜春』（せきしゅん）は、1967年に公開された中村登監督の日本映画である。 
第17回ベルリン国際映画祭コンペティション部門で上映された。

## スタッフ
以下のスタッフ名はKINENOTEに従った。
- 監督 - 中村登
- 脚色 - 平岩弓枝、中村登
- 原作 - 平岩弓枝
- 製作 - 岸本吟一
- 撮影 - 竹村博
- 美術 - 梅田千代夫
- 音楽 - 佐藤勝
- 録音 - 田中俊夫
- 照明 - 飯島博
- 編集 - 浦岡敬一

## キャスト
以下の出演者名と役名はKINENOTEに従った。
- 新珠三千代 - 新堂藤代
- 香山美子 - 新堂喜久子
- 加賀まりこ - 新堂桃子
- 平幹二朗 - 勝間譲吉
- 森光子 - はつ
- 東野英治郎 - 曽我
- 早川保 - 持井啓二
- 伊志井寛 - 醍醐久米吉
- 柴田美保子 - 加代
- 永井智雄 - 小倉弁護士
- 横内正 - 村越亮
- 村瀬幸子 - 村越たづ
- 木村俊恵 - 勝間美根子

## 受賞歴
- 1967年 第22回毎日映画コンクール[3][4]スタッフ部門
  - 撮影賞 竹村博 『惜春』『智恵子抄』
  - 美術賞 梅田千代夫 『惜春』
  - 録音賞 田中俊夫 『智恵子抄』『惜春』
- 1967年度 第11回三浦賞 竹村博 『惜春』[5]